# Grote brand van Smyrna
De grote brand van Smyrna of catastrofe van Smyrna (Grieks: Καταστροφή της Σμύρνης, Turks: 1922 İzmir Yangını, Armeens: Զմիւռնիոյ Մեծ Հրդեհ) was een stadsbrand in de stad Smyrna die de havenstad grotendeel verwoestte. De brand begon op 13 september 1922 en woedde tot 22 september. De brand brak uit vier dagen nadat de Turken de stad ingenomen hadden, op 9 september, en er een einde kwam aan de Grieks-Turkse Oorlog die al sinds 1919 bezig was. Het precieze aantal Griekse en Armeense doden is onbekend, maar het zouden er tussen de 10.000 en 100.000 zijn. De brand verwoestte de Griekse en Armeense wijken van de stad volledig, terwijl de moslim en joodse wijken aan de ravage konden ontsnappen. 

## Achtergrond
Smyrna was van oudsher een Byzantijnse stad, maar maakte al van in de vijftiende eeuw deel uit van het Ottomaanse Rijk. De etnische Grieken maakten echter altijd een groot deel van de bevolking uit in de stad. Volgens de volkstelling van 1905 waren er 100.356 moslims, 73.636 orthodoxe christenen, 11.127 Armeense christenen en 25.854 anderen. Volgens de toenmalige Amerikaanse ambassadeur Henry Morgenthau, was meer dan de helft van de bevolking Grieks. Na de val van het Ottomaanse Rijk werd Smyrna volgens het Verdrag van Sèvres in 1919 onder Grieks bewind geplaatst. In 1922 telde de bevolking van de stad ongeveer 400.000 mensen, waarvan 165.000 Turken, 150.000 Grieken, 25.000 Joden en 25.000 Armenen.

## Verloop
Vier dagen nadat de Turken de stad hadden ingenomen brak de eerste brand uit op 13 september in de Armeense wijk. Door het winderige weer en het feit dat er geen moeite gedaan werd om de brand uit te doven verspreidde deze zich snel. De haven van de stad brandde volledig af. Zo'n 150.000 tot 200.000 Grieken werden achteraf geëvacueerd uit de regio. De 3.000 jaar lange aanwezigheid van de Grieken in Anatolië kwam abrupt ten einde, evenals het Megali Idea. 
Aangezien er enkele dagen eerder een revolutie uitgebroken was in het Griekse leger, was de hulp van de Griekse zeemacht, om de slachtoffers uit de stad te halen, beperkt. Vele buitenlandse schepen in de haven weigerden bovendien om vluchtelingen aan boord te nemen omdat ze neutraal wensten te blijven in het Grieks-Turkse conflict. Een Japans vrachtschip gooide wel zijn lading overboord om zo veel mogelijk vluchtelingen aan boord te laten en te verschepen naar de haven van Piraeus. Er werden ook een 30.000 Grieken en Armenen gedeporteerd naar het Turkse binnenland, waar velen onder hen stierven. Een van de overlevenden van de ramp was Aristoteles Onassis, die later de rijkste man ter wereld zou worden. Hij verloor wel drie ooms, een tante en een nicht in de brand. 

## Nasleep
Het hart van de stad moest letterlijk herrijzen uit de as. 40 hectare van het gebied is heden een groot park, Kültürpark. Volgens de eerste census die gehouden werd in 1927 bedroeg de bevolking in 1927 184.254 waarvan 162.144 moslims.